# Qafa e Muzinës

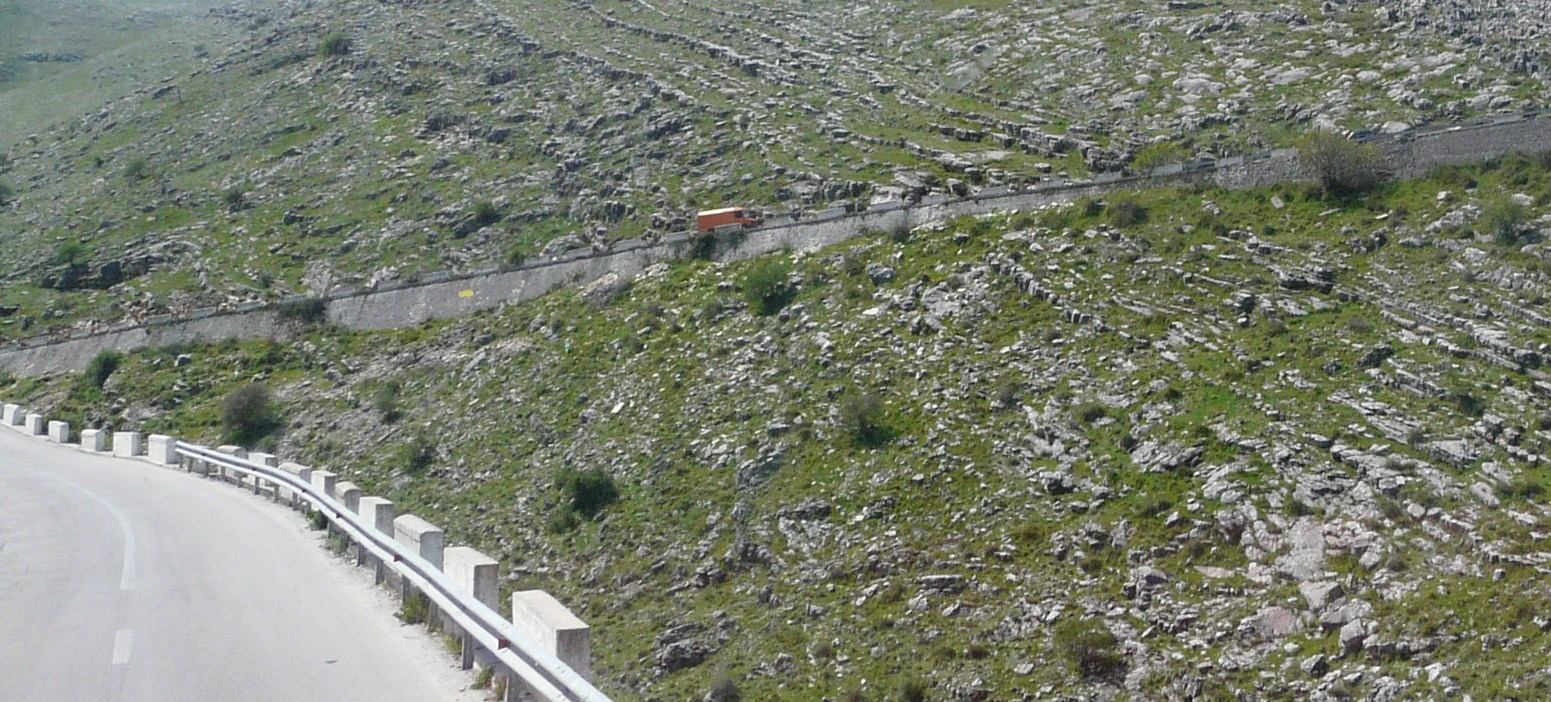
Ostrampe des Passes

Der Qafa e Muzinës (deutsch: Muzina-Pass) ist ein Gebirgspass im südlichen Albanien über die Mali i Gjerë. Der Pass selbst ist nur wenig ausgeprägt. Zu beiden Seiten des Passes verläuft die Straße auf jeweils zwei Kilometern nahezu geradlinig. Auf der Ostseite folgt anschließend eine steile, serpentinenreiche Abfahrt in die etwa 350 Meter tiefer gelegene Dropull-Ebene, die durch den Fluss Drino gebildet wird.
Rund zwei Kilometer westlich der Passhöhe liegt das Dorf Muzina auf rund 400 Meter Höhe, das den gleichen Namen wie der Pass trägt.

## Verkehr
Über den Qafa Muzinës führt eine Verbindungsstraße von Saranda ins Tal des Drino zur gut ausgebauten Nationalstraße SH 4. Sie dient damit als Hauptverbindung zwischen Saranda und Gjirokastra. Etwas westlich der Passhöhe beim Dorf Muzina zweigt noch eine Straße nach Delvina ab. Die asphaltierte Verbindung nach Saranda führt aber südlich davon durchs Tal der Bistrica.
Im Juli 2022 wurde eine Alternativroute nach Saranda eingeweiht, die weiter nördlich durch den neuen Skërfica-Tunnel verläuft. Diese gut ausgebaute Strecke verkürzt die Fahrzeit von Zentralalbanien nach Saranda deutlich.

## Sehenswürdigkeiten

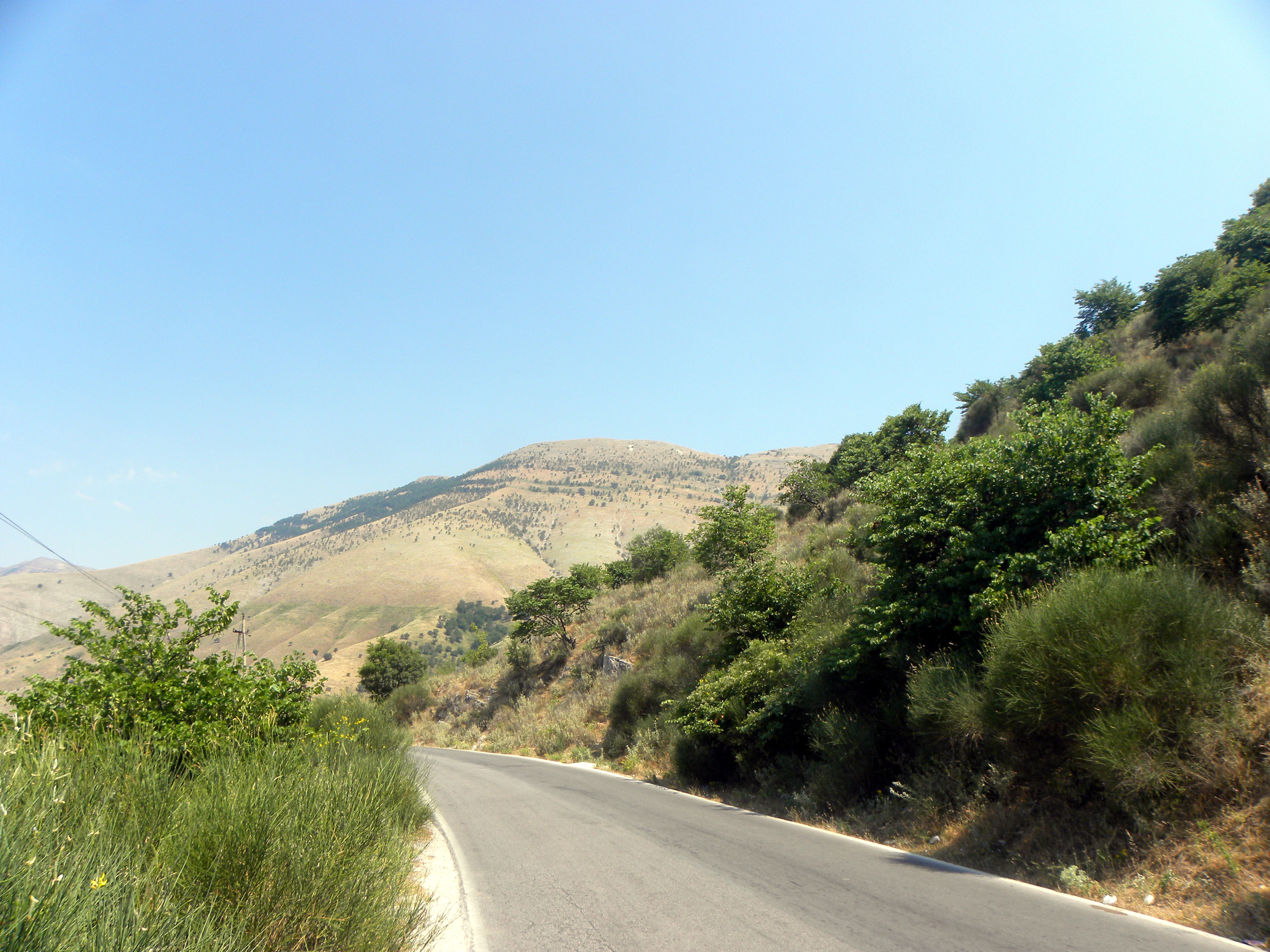
Straße auf der Westseite des Passes

Wenige Kilometer von der Passhöhe entfernt liegt im Tal an der Westseite die Karstquelle Syri i Kaltër, die ein beliebtes Ausflugsziel ist. Hier entspringt die Bistrica.